# Kostolac
Kostolac (v srbské cyrilici Костолац, rumunsky Caştelu) је město v centrální části Srbska (v centrálním Srbsku). Administrativně spadá pod město Požarevac, pod Braničevský okruh. V roce 2011 mělo město 9569 obyvatel. Je centrem regionu s názvem Stig.

## Poloha a přírodní poměry
Město se rozkládá na břehu řeky Dunaje, nedaleko ústí řeky Mlavy do tohoto evropského veletoku. Jeho význam a charakter určují elektrárny Kostolac A a Kostolac B, které zpracovávají uhlí z povrchového dolu z nedaleké obce Drmno. Tu odděluje od samotného Kostolace kopec s výškou okolo 100 m n. m. Kostolac leží 11 km severně od Požarevace.
V blízkosti Kostolace se také nachází archeologická lokalita Vimnacium, okolo níž se šíří všemi směry uvedený povrchový důl.
Ostrovo, největší ostrov Srbska (na Dunaji), se nachází nedaleko Kostolace.

## Historie
V roce 2009 byla v nedalekém uhelném dole v těsné blízkosti římského tábora Viminacium objevena téměř neporušená kostra slona jižního. Pokud se předběžné odhady stáří na tři až pět milionů let ukáží jako správné, půjde o nejstarší důkaz o existenci mamuta v Evropě. Na stejném místě bylo v roce 2012 odhaleno několik dalších koster mamutů. Ty však pocházejí ze sprašových vrstev svrchního pleistocénu a jsou proto prozatímně určeny na období 126 000 až 10 000 let př. n. l.

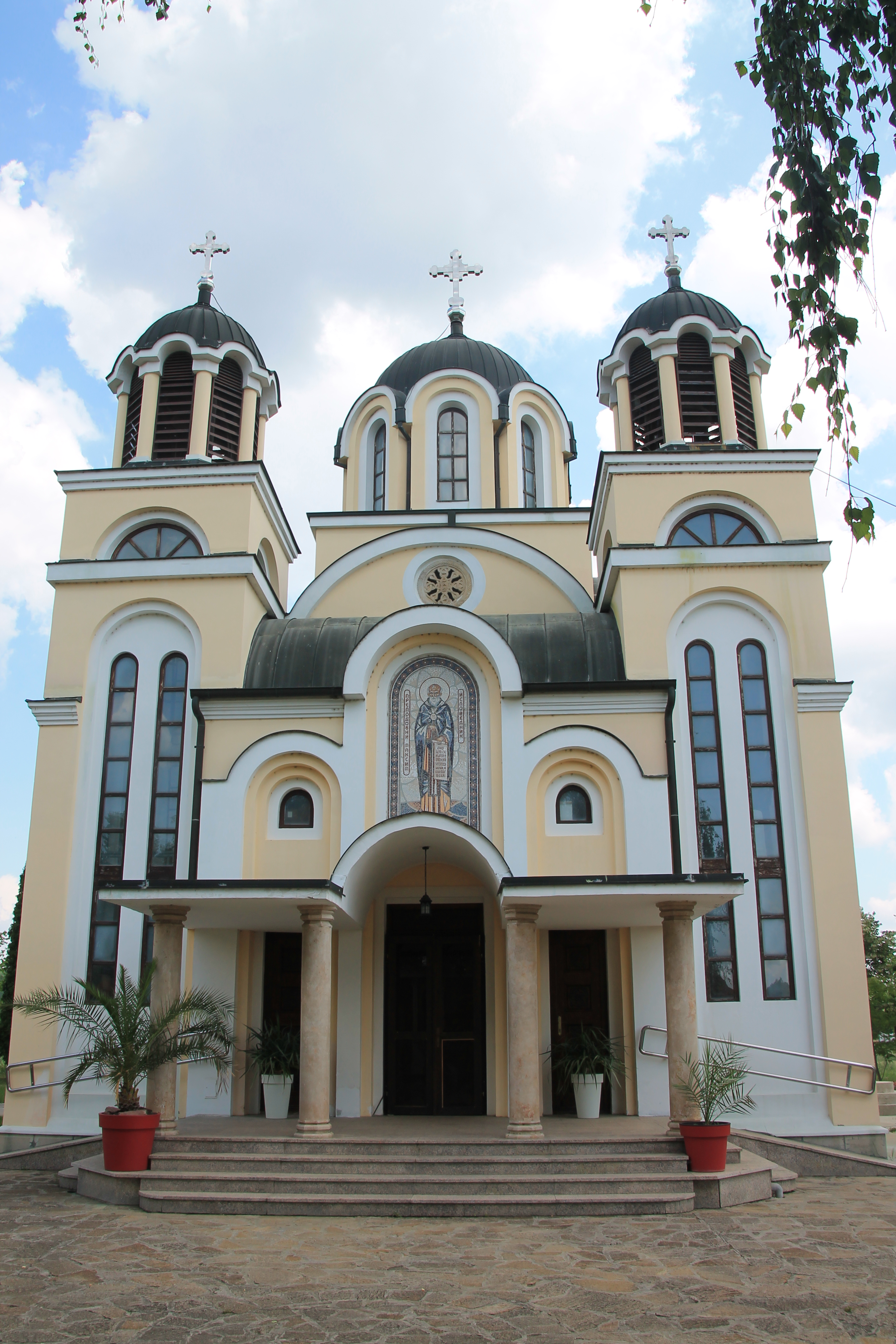
kostel sv. Maxima.

Již zmíněný komplex Viminacium dokládá přítomnost římského tábora v této lokalitě na přelomu století. Archeologické průzkumy vynesly na světlo komplex, který v minulosti tvořily široké ulice, honosné vily, veřejné lázně a amfiteátr. Areál je otevřen pro veřejnost, ačkoliv z původních objektů se zde dochovalo jen velmi málo. V oblasti bývalého dolu byl nalezen také starověký člun.
Těžba uhlí zde svoji historii píše již od roku 1870. O její rozvoj se zasloužil tehdejší profesor na vojenské akademii v Bělehradě, kterým byl Čech František Všetečka. V roce 1881 důl koupil průmyslník Đorđe Vajfert. Ve své době se jednalo o jediný důl se stálou produkcí uhlí na území Srbska.
Okolo elektrárny vznikla malá kolonie, která se rozvinula do podoby dnešního města; svůj název si vzala podle nedaleké vesnice (dnes pod názvem Kostolac Selo). Díky elektrárně zde bylo možné zavést veřejné osvětlení. Ještě v 80. letech 19. století zde vznikla pro potřeby rostoucího sídla také cihelna, mlýn a sklárna. Doprava surovin byla zajištěna po Dunaji, navíc pro rozvoj průmyslu hovořila i lokalita, neboť na druhé straně Dunaje se nacházelo již Rakousko-Uhersko, s nímž mělo až do počátku 20. století Srbsko vřelé obchodní vztahy. Do roku 1890 zde stálo jen deset domů, v nichž pracovali dělníci. Jednalo se většinou o strohé příbytky a jedinou velkolepější budovou bylo ředitelství dolů.
V roce 1903 vypukla v místních dolech rozsáhlá stávka. Dnes ji připomíná Den horníků, který se každoročně slaví dne 6. srpna.
Později zde byly vybudovány tepelné elektrárny; první z nich začala stavět v roce 1943 okupační německá správa (dokončena byla až po osvobození tehdejší Jugoslávie v roce 1948). Později zde vznikly další bloky elektrárny. V roce 1979 obdržel Kostolac jako sídlo zvláštní status Roku 1990 se v Kostolaci uskutečnilo referendum, na základě něhož vznikla samostatná obec (opština), která se vyčlenila ze severní části území města Požarevac.
V 60. letech 20. století překonal pět tisíc obyvatel a do roku 1991 potom deset tisíc. V prostoru mezi bývalou kolonií a elektrárnou vyrostla řada bytových domů a menší panelové sídliště vzniklo potom na jižním okraji Kostolace. Vznikla zde síť pravoúhlých ulic, střední škola (která nese název podle Nikoly Tesly) a sportovní stadion. Na konci 20. století měl celý Kostolac zaveden vodovod.
Výhledově by zde měla být postavena rozlehlá solární elektrárna.

## Obyvatelstvo
Ve sčítání lidu z roku 2002 se z tři čtvrtiny obyvatel přihlásily k srbské národnosti a zhruba pětina obyvatel k romské. Zbytek tvoří lidé, kteří národnost neuvedli, nebo se identifikují s nějakými dalšími národmostmi, většinou bývalé Jugoslávie.

## Administrativní členění
Kromě města Kostolac zahrnuje městská samospráva (srbsky Gradska opština Kostolac) následující osady:
- Klenovnik
- Ostrovo
- Petka
- Selo Kostolac

## Zeleň a životní prostředí
Kostolac má městský park. Další rekreační zeleň tvoří lužní lesy ramena Dunavac, kde stojí i řada rekreačních objektů a chat.
Elektrárna způsobuje velké znečištění ovdzduší, zhoršuje jeho stav v okolí (včetně Bělehradu).

## Kultura a pamětihodnosti

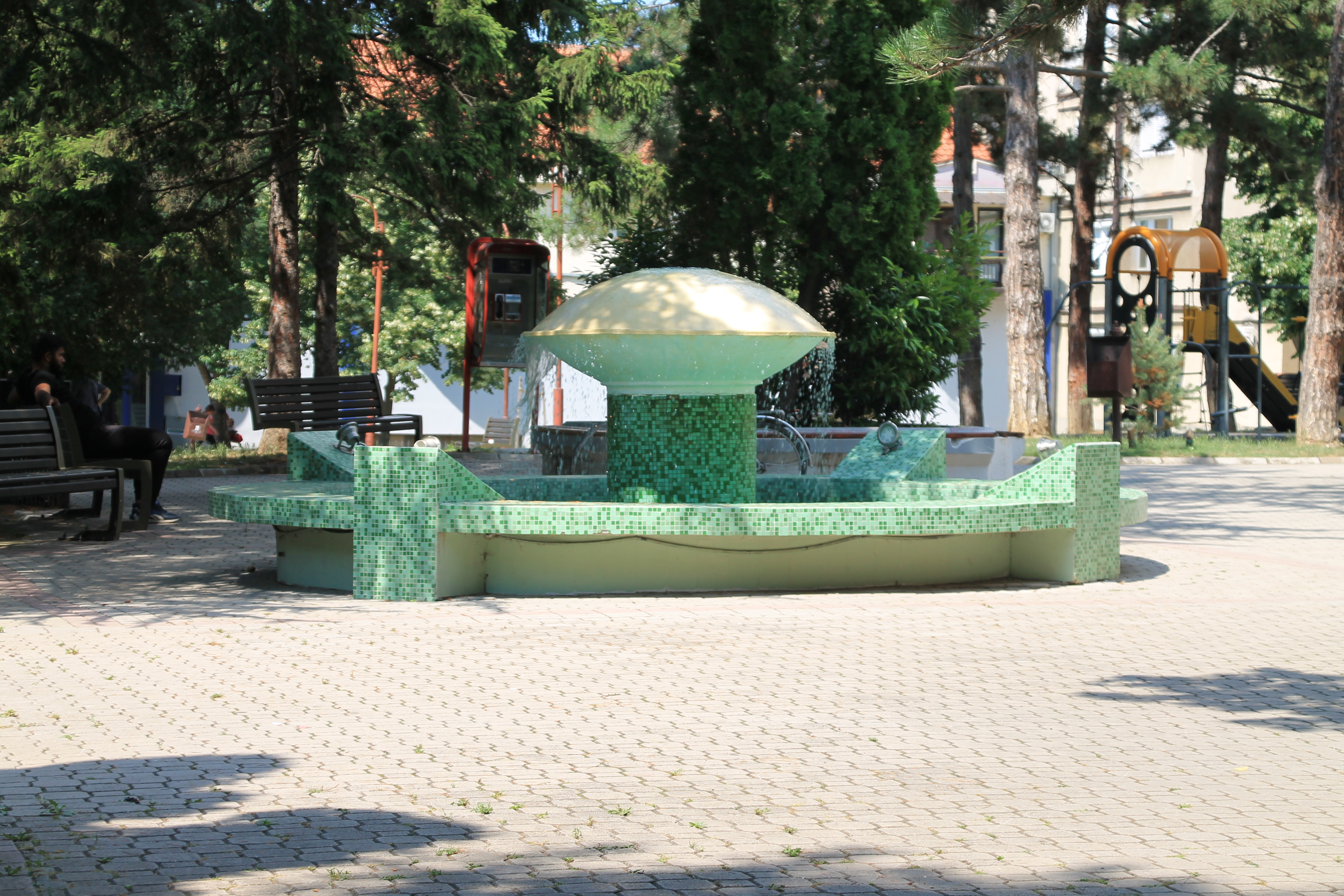
Fontána v místním parku.

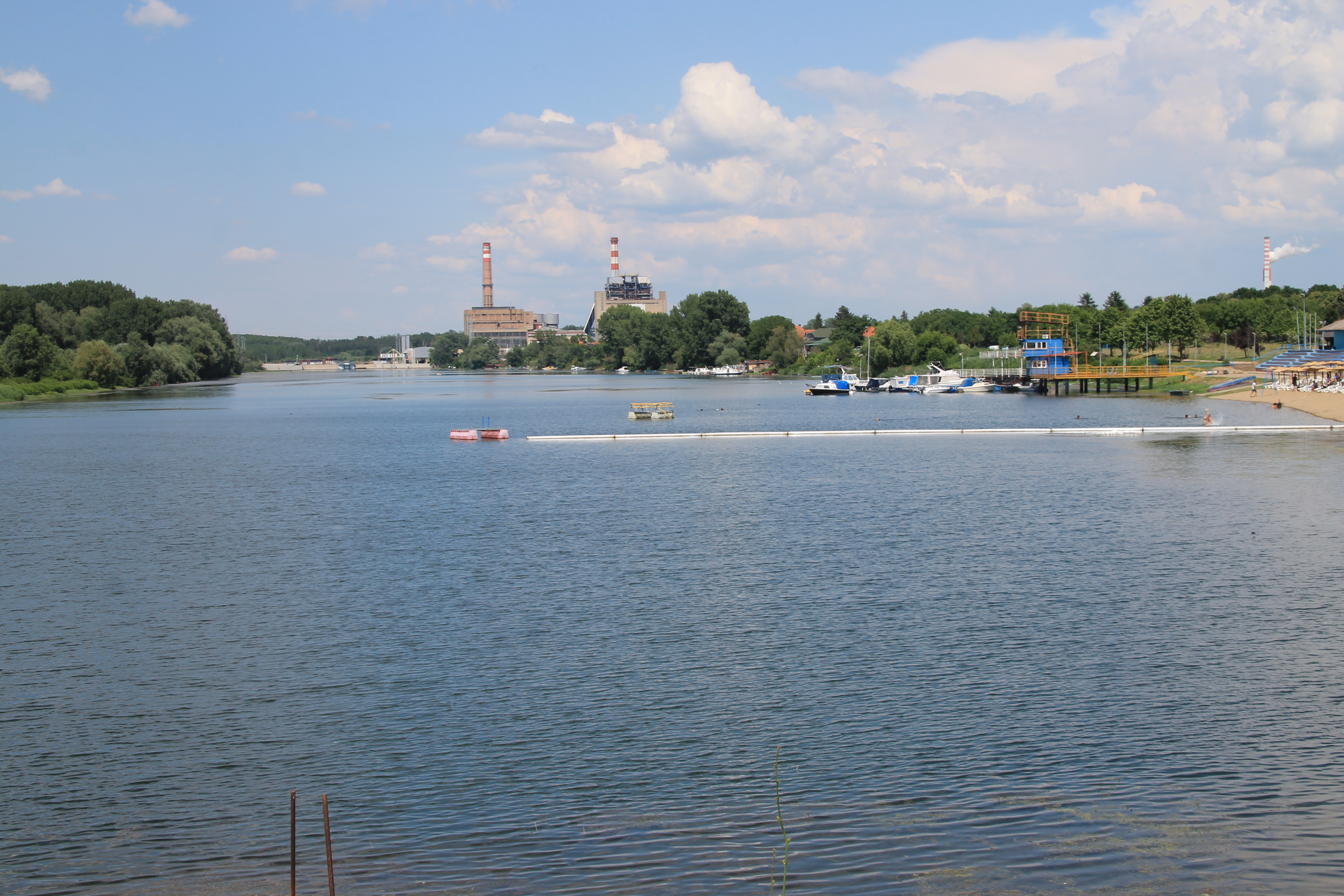
Městská pláž a elektrárna.

Kromě uvedeného římského tábora s názvem Viminacium se na vrcholku nedaleko města rozkládají také pozůstatky středověkého města Braničevo.
V Kostolaci, který je relativně moderním městem, se nenachází příliš historických staveb nebo památek. Novější je kostel sv. Maxima, který byl dokončen roku 2004. Kostel je srbský-pravoslavný.
Ve městě se také nachází dům kultury a městská knihovna.
Každý rok se zde dne 6. srpna pravidelně slaví Den horníků.

## Doprava
V minulosti vedla do elektrárny železniční vlečka. Ta však byla snesena a na jejím místě rozšířeno původní město. Dnes je zde spojení možné hlavně po silnici.
Na bývalém rameni Dunaje (Dunavac) se nachází nákladní přístav, který využívá i místní elektrárna. Část ramena byla také přestavěna pro potřeby nákladní dopravy. Na něm se nachází mimo jiné i městská pláž.
Na břehu veletoku leží ještě i malé letiště se zatravněnou ranvejí (srbsky Aerodrom Kostolac).

## Sport
- FK Rudar Kostolac, založen v roce 1933, se účastní místních sportovních soutěží
- RK Rudar Kostolac byl založen roku 1970 a účastní se zápasů Superligy Srbska.

## Zdravotnictví
Ve středu města se nachází stanice Rychlé záchranné služby (srbsky Hitna pomoć).